# Maciej Janiak
Maciej Janiak (* 16. August 1973 in Posen) ist ein ehemaliger polnischer Fußballspieler.

## Karriere
Der Stürmer Maciej Janiak kam über die polnischen Vereine Warta Posen und Polonia Chodzież in der Rückrunde 1993/94 zum Erstligisten Sokół Pniewy. Am 19. März 1994, dem 19. Spieltag, kam er zum ersten Einsatz in der Ekstraklasa, als der 20-Jährige in der 63. Minute für Piotr Tyszkiewiecz eingewechselt wurde. 
Zur Spielzeit 1994/95 ging er nach Deutschland zu Eintracht Braunschweig (Regionalliga Nord). Hier blieb er nur eine Saison und wechselte danach zum Ligakonkurrenten VfB Oldenburg, der 1996 in die 2. Bundesliga aufstieg. So kam er in der Saison 1996/97 zu 23 Profispielen mit einem Torerfolg in Deutschland. Nach dem direkten Wiederabstieg spielte er eine Saison wieder in der Regionalliga und ging danach zurück nach Polen.
In seiner Heimat kam er noch auf einige Erstligapartien im Trikot von Legia Warschau und spielte anschließend für die zweite Mannschaft von Legia, Odra Oppeln, für die er ein Spiel in der zweiten Liga bestritt und knapp den Aufstieg in die Erstklassigkeit verpasste, und Okęcie Warschau.

## Statistik
| Liga            | Spiele (Tore) |
| --------------- | ------------- |
| Ekstraklasa POL | 27 0(3)       |
| 2. Bundesliga   | 23 0(1)       |
| Regionalliga    | 88 (23)       |
| Wettbewerb      |               |
| DFB-Pokal       | 01 0(0)       |